# الزريكات (الرتب)
الزريكات هي إحدى مشيخات المملكة المغربية، تتبع جغرافيا لإقليم الرشيدية وإداريًا لالرتب. يقدر عدد سكانها بـ 4509 نسمة حسب الإحصاء الرسمي للسكان والسكنى لسنة 2004.